# 포초마조레
포초마조레(Pozzomaggiore, 사르데냐어: Puthumajore)는 이탈리아 사르데냐 주 사사리도에 있는 코무네이다. 칼리아리에서 북서쪽으로 약 140 킬로미터 (87 mi), 사사리 (사르데냐)에서 남쪽으로 약 40 킬로미터 (25 mi) 떨어져 있다. 2004년 12월 31일 기준으로 인구는 2,871명이고 면적은 79.4 제곱킬로미터 (30.7 mi2)이다.

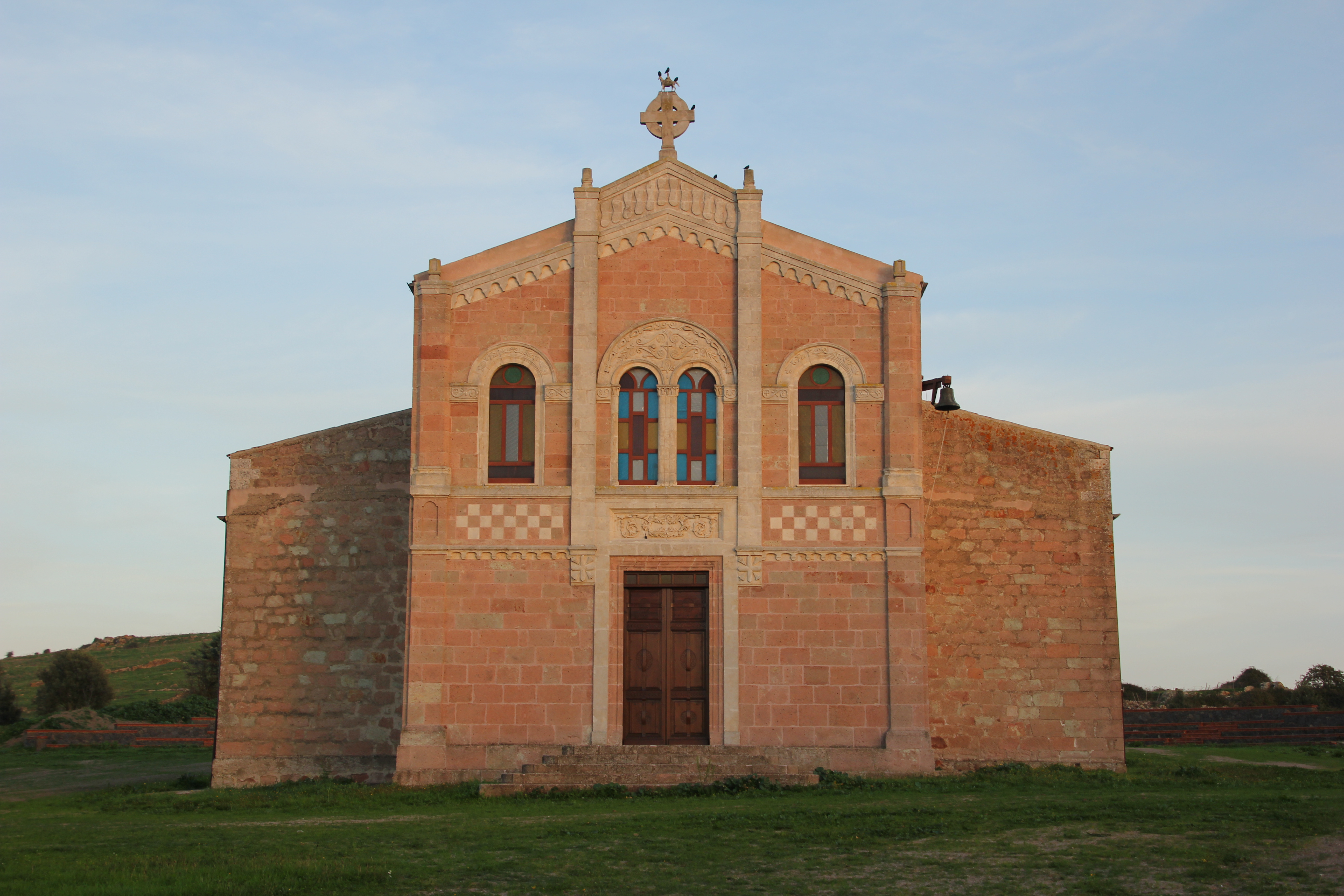
산 코스탄티노 교회

포초마조레는 다음 코무네와 접해 있다: 보사, 코소이네, 마라 (사르데냐), 파드리아, 세메스테네, 신디아, 수니.

## 인구 통계 진화
| 연도                  | 인구  | ±%     |
| --------------------- | ----- | ------ |
| 1861                  | 3,303 | —      |
| 1871                  | 3,489 | +5.6%  |
| 1881                  | 3,895 | +11.6% |
| 1901                  | 4,337 | +11.3% |
| 1911                  | 4,613 | +6.4%  |
| 1921                  | 4,512 | −2.2%  |
| 1931                  | 4,676 | +3.6%  |
| 1936                  | 4,586 | −1.9%  |
| 1951                  | 4,956 | +8.1%  |
| 1961                  | 4,495 | −9.3%  |
| 1971                  | 3,747 | −16.6% |
| 1981                  | 3,506 | −6.4%  |
| 1991                  | 3,266 | −6.8%  |
| 2001                  | 3,011 | −7.8%  |
| 출처: Data from ISTAT |       |        |